# Piede equino
Il piede equino (o equinismo) è una deformità in cui l'asse del piede forma con l'asse della gamba un angolo superiore all'angolo retto.
In altri termini, la punta del piede tende ad essere rivolta verso il basso e la deambulazione avverrà con l'appoggio della punta al terreno.

## Cause
Si assiste a uno squilibrio tra le strutture che tendono a portare la punta del piede verso la flessione plantare e i muscoli che tendono a portare la punta in flessione dorsale.
Generalmente è presente un accorciamento o retrazione del muscolo tricipite della sura e del tendine di Achille.
Nei casi in cui la parte posteriore del piede (retropiede) non si trova in linea con la gamba, l'equinismo viene definito diversamente (ad esempio: piede equino-varo-supinato)

## Diagnosi differenziale
Numerose cause possono provocare una deformità in equinismo. Esistono forme congenite, neurologiche, muscolari.
In un bambino con piede equino bisognerà distinguere tra forme di toe walking idiopatico, forme secondarie a paralisi cerebrale infantile, a distrofia muscolare, ecc.

## Sintomi
Nelle forme strutturate, in cui è già evidente l'accorciamento del muscolo, non è possibile spingere il piede oltre l'angolo retto. La deambulazione avviene con la punta al suolo e si realizzano dei compensi a livello del ginocchio e dell'anca.

## Trattamento
È fondamentale innanzitutto distinguere la causa dell'equinismo, valutarne le caratteristiche nell'ambito della deambulazione e stabilire un trattamento adeguato.
Il trattamento si avvale di metodi conservativi (fisioterapia, stretching, tutori, tossina botulinica) e chirurgici: l'allungamento del tendine di Achille ed altre procedure.

## Complicanze
I principali problemi possono essere la recidiva, cioè il ripresentarsi della deformità e l'ipercorrezione: quest'ultima può rappresentare un fatto grave, perché priva il piede della spinta principale per realizzare il passo.